# Saint-Pierre-de-Fursac
Saint-Pierre-de-Fursac is een plaats en voormalige gemeente in het Franse departement Creuse regio Nouvelle-Aquitaine en telt 787 inwoners (1999). De plaats maakt deel uit van het arrondissement Guéret.

## Geschiedenis
De plaats is vergroeid met Saint-Étienne-de-Fursac waarmee het op 1 januari 2017 fuseerde tot de commune nouvelle Fursac. Voor die tijd deelden de gemeenten al een gezamenlijk gemeentehuis.

## Geografie
De oppervlakte van Saint-Pierre-de-Fursac bedraagt 27,8 km², de bevolkingsdichtheid is 28,3 inwoners per km².
De onderstaande kaart toont de ligging van Saint-Pierre-de-Fursac met de belangrijkste infrastructuur en aangrenzende gemeenten.

## Demografie
Onderstaande figuur toont het verloop van het inwonertal.